# Liste der Monuments historiques in Stutzheim-Offenheim
Die Liste der Monuments historiques in Stutzheim-Offenheim führt die Monuments historiques in der französischen Gemeinde Stutzheim-Offenheim auf.

## Liste der Bauwerke
| Bezeichnung        | Beschreibung                                             | Standort                          | Kennzeichnung | Schutzstatus | Datum | Bild           |
| ------------------ | -------------------------------------------------------- | --------------------------------- | ------------- | ------------ | ----- | -------------- |
| Kirche St-Arbogast | Turm, 12. oder 15. Jahrhundert; Schiff und Chor von 1789 | Offenheim, rue de l’Église (Lage) | PA00085199    | Classé       | 1898  | weitere Bilder |

## Liste der Objekte
| Bezeichnung                | Beschreibung                  | Standort                                    | Kennzeichnung | Schutzstatus | Datum | Bild |
| -------------------------- | ----------------------------- | ------------------------------------------- | ------------- | ------------ | ----- | ---- |
| Orgel                      | 1846 von Martin Wetzel gebaut | Offenheim, in der Kirche St-Arbogast (Lage) | PM67001095    | Classé       | 1985  |      |
| Instrumentalteil der Orgel | 1846 von Martin Wetzel gebaut | Offenheim, in der Kirche St-Arbogast (Lage) | PM67000408    | Classé       | 1985  |      |